# Собремонте, Рафаэль де
Рафаэль де Собремонте-и-Нуньес, 3-й маркиз Собремонте (исп. Rafael de Sobremonte y Núñez, III marqués de Sobremonte, 27 ноября 1745—1827) — испанский колониальный администратор, вице-король Рио-де-ла-Платы.

## Биография
В XVII веке Собремонте (изначально — Браво-де-Собремонте) были семьёй идальго из Агилар-де-Кампоо, хотя сам род уходил корнями в Вальдерредибле. Гаспар Браво-де-Собремонте (1610—1683) стал придворным врачом королей Филиппа IV и Карла II, благодаря чему род стал известен при дворе. От брата доктора Браво-де-Собремонте идёт ветвь семьи, в 1761 году получившая титул маркизов Собремонте. Рафаэль де Собремонте стал 3-м маркизом Собремонте.
Рафаэль родился 27 ноября 1745 года в Севилье, его родителями были Раймундо де Собремонте-и-Кастильо, и Мария Анхела Нуньес-Ангуло-и-Рамирес-де-Арельяно. В отличие от своего отца и дяди, Рафаэль выбрал не юридическую, а военную карьеру. В 13 лет он поступил кадетом в испанскую Королевскую Гвардию, а в 1761 году отправился в Америку, сопровождая своего дядю Хосе, 1-го маркиза Собремонте, который был назначен губернатором в Картахена-де-Индиас. Там он достиг звания лейтенанта пехоты.
Три года спустя Рафаэль вернулся в Испанию, а вскоре его перевели в Сеуту, где он 4 апреля 1769 года стал капитаном. Затем полк, где служил Рафаэль де Собремонте, перевели в качестве гарнизона на Пуэрто-Рико, и там он провёл следующие пять лет, став в 1770 году подполковником, в 1773 году — полковником, а в 1774 году — бригадиром. По возвращении в Испанию стал генерал-инспектором пехоты.
В 1779 году Рафаэль де Собремонте был назначен секретарём вице-короля Рио-де-ла-Платы Хуана Хосе де Вертиса-и-Сальседо, и вновь отправился в Америку. Когда Вертиса-и-Сальседо сменил Николас дель Кампо, Рафаэль де Собремонте был назначен королём Карлом III губернатором-интендантом недавно созданного интендантства Кордова-дель-Тукуман (назначение было сделано 22 августа 1783 года, но вступление в должность состоялось лишь 7 ноября 1784 года). На этой должности он пробыл тринадцать лет, проявив себя прекрасным администратором: он расчистил улицы Кордовы, построил первый водопровод с проточной водой из реки Рио-Примеро, создал кафедру гражданского права в Университете Сан-Карлос и т. д. При этом его постоянными оппонентами были братья Амбросио и Грегорио Фунесы.
В 1797 году Рафаэль де Собремонте был назначен генеральным субинспектором армии вице-королевства. В этой должности он сделал всё, что мог, для подготовки к отражению вторжения Великобритании или Португалии, и по примеру Кубы разработал Положение о местной милиции, одобренное королём Карлом IV в 1801 году.
В 1804 году, когда скончался вице-король Хоакин дель Пино, Рафаэль де Собремонте занял должность вице-короля Рио-де-ла-Платы. В это время началась война между Великобританией и Испанией. Опасаясь английского вторжения, он попросил помощи у испанского двора, но Мануэль Годой приказал ему справляться своими силами. Он отправил лучшие войска в главный город Восточной полосы — Монтевидео — чьи мощные укрепления позволяли уверенно защищаться, но могли бы стать и мощной опорой для захватчика, если бы они смогли захватить неподготовленный город. Однако тогда встала проблема обороны Буэнос-Айреса: армия вице-королевства понесла значительные потери при подавлении восстаний индейцев (особенно, восстания под предводительством Тупака Амару II), а вооружать креолов, среди которых были сильны революционные настроения, было опасно. В качестве командующего обороной порта Энсенада-де-Барраган был поставлен Сантьяго де Линьерс, который сообщил о том, что англичане изучают Ла-Плату.
24 июня 1806 года англичане попытались высадиться у Энсенады-де-Барраган, но были отбиты. Тогда 25 июня они высадились у Кильмеса, и 26 июня начали наступление. Собремонте не смог организовать оборону, для ополченцев не было оружия, а то, что было, было неисправно. Приказы отдавались неверные, а те, что были отданы — исполнялись плохо. 27 июня Буэнос-Айрес был взят англичанами, а Собремонте бежал в Кордову.
14 июля Собремонте объявил Кордову временной столицей вице-королевства Рио-де-ла-Плата, и приказал игнорировать все распоряжение оккупационных властей из Буэнос-Айреса. Собрав силы из внутренних провинций (в том числе батальон из Кордовы под командованием Хуана Баутисты Бустоса), он во главе 3 тысяч человек двинулся отвоёвывать Буэнос-Айрес. Тем временем Линьерс, соединившись с войсками из Монтевидео и местной милицией Пуэйреддона и Альсаги, 14 августа освободил Буэнос-Айрес самостоятельно. Сразу после освобождения на стихийном митинге горожан было решено, что Собремонте больше не вернётся; командование войсками доверили Линьерсу, а политическую — представителю Королевской Аудиенсии. Собремонте пришлось с этим согласиться, и он отправился в Монтевидео для организации обороны Восточной полосы, однако население Монтевидео по примеру Буэнос-Айреса отказалось ему подчиняться.
Когда состоялось ожидавшееся нападение англичан на Монтевидео, Собремонте двинулся с войсками из города, чтобы разбить англичан в месте высадки, но войска разбежались. Он отправился, чтобы их собрать, но пока он этим занимался, город был взят англичанами. Открытое заседание городского собрания Буэнос-Айреса объявило Собремонте низложенным с поста вице-короля; он был арестован, а новым вице-королём стал Линьерс, который смог отбить новое английское нападение.
Рафаэль де Собремонте оставался в Буэнос-Айресе до 1809 года. По возвращении в Испанию он предстал перед военным советом в Кадисе, где в его пользу свидетельствовал сам Линьерс. Судебное заседание было отложено до окончания войны за независимость, а в 1813 году Собремонте был оправдан. Он получил причитающееся ему жалованье, был произведён в фельдмаршалы и назначен советником по делам Индий. Впоследствии занимал различные бюрократические должности. Скончался в Кадисе в 1827 году в нищете, будучи так и не в состоянии восстановить утраченную репутацию.

## Семья и дети
25 апреля 1782 года Рафаэль де Собремонте женился в Буэнос-Айресе на местной уроженке Хуане Марии де Ларрасабаль-и-Кинтана. У них было 12 детей.
После смерти своей первой жены он женился повторно, на Марии Тересе Мильян-и-Марлос; детей у них не было.
Его дочь Хуана Мария Непомусена 11 ноября 1809 года вышла в Буэнос-Айресе замуж за генерал-лейтенанта Хосе Примо де Ривера, участвовавшего впоследствии в войне за независимость. Таким образом, Рафаэль де Собремонте является прадедом Мигеля Примо де Риверы, бывшего диктатором Испании в 1923—1930 годах.